# Willow Shields
Willow Shields, née le 1er juin 2000 à Albuquerque, au Nouveau-Mexique, est une actrice américaine.
Elle est principalement connue pour son rôle de Primrose Everdeen dans la saga Hunger Games.

## Biographie
Willow Shields naît à Albuquerque, au Nouveau-Mexique, le 1er juin 2000. Elle est la fille de Carrie et Rob Shields, un professeur d'art. Elle a une sœur jumelle, prénommée Autumn, et un frère aîné, prénommé River, qui sont tous deux aussi acteurs. Après que son frère eut commencé à jouer, Willow a rapidement suivi ses traces. C'est sa mère qui lui a fait l’école à la maison et qui s’efforce de donner à ses enfants une éducation diversifiée.
Le 2 juin 2022 elle annonce être bisexuelle sur Instagram.

## Carrière

### 2008-2012: Débuts précoces à la télévision
La première expérience d'acteur de Willow a été un court métrage intitulé Las Vegas New Mexico 1875 de Aaron Kreltszheim, sorti en 2008, dans lequel elle a prêté sa voix pour le rôle d'une fille en train de regarder une bagarre.
Un an plus tard, elle fait ses débuts à la télévision dans un épisode de la série télévisée US Marshals : Protection de témoins.
En 2011, Willow apparaît à l'émission de nouvelles quotidiennes CBS, dans le Hallmark Hall of Fame movie concernant le film Beyond the Blackboard, avec Emily VanCamp. Dans ce film, elle a incarné une jeune fille pauvre nommée Grace. L'année suivante, elle joue dans un épisode de la série télévisée canadienne L'Heure de la peur.

### 2012-2015: Percée commerciale avecHunger GamesetDancing with the Stars

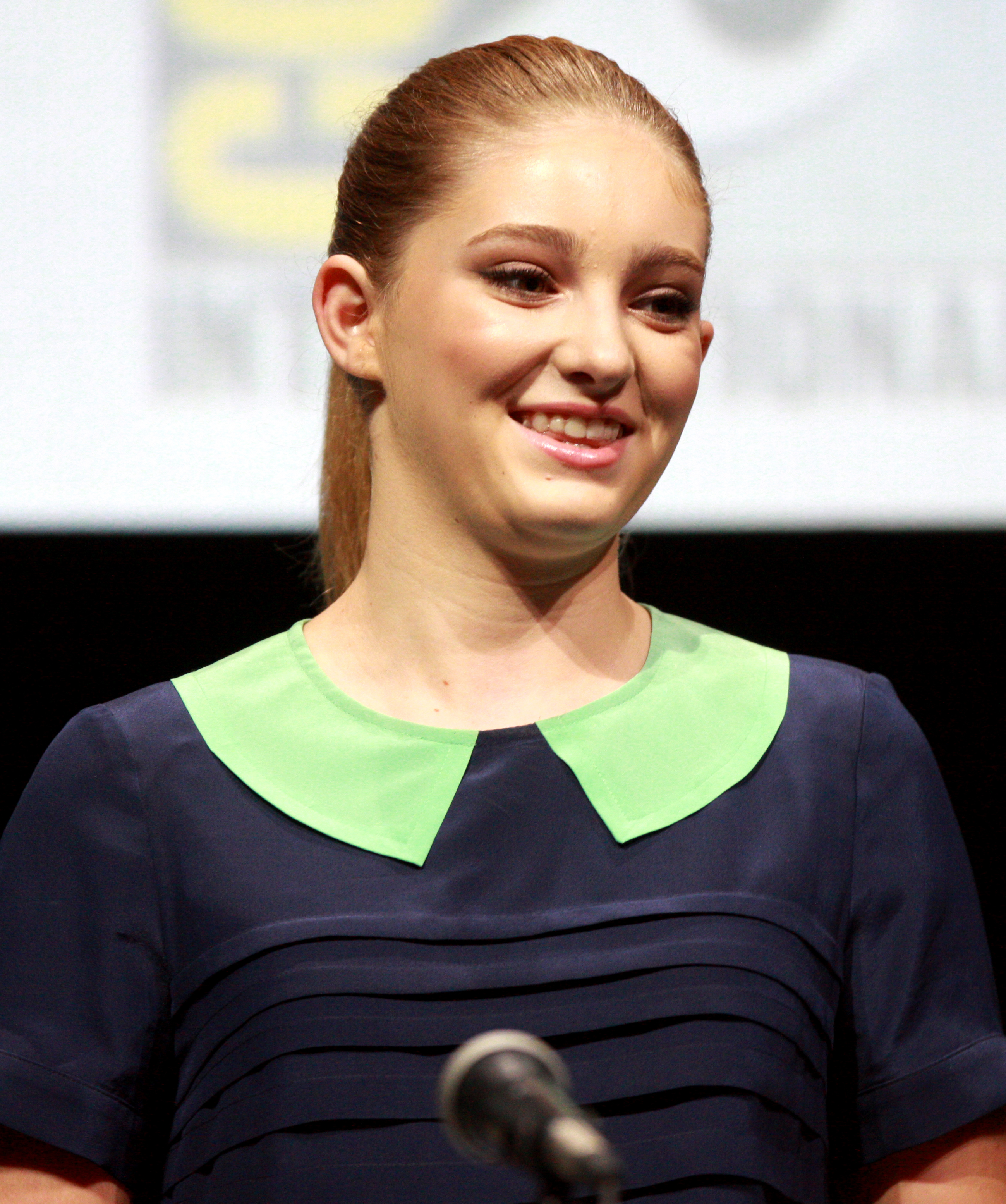
Willow Shields lors du Comic-Con de San Diego en juillet 2013.

En avril 2011, elle obtient son premier grand rôle au cinéma dans le film Hunger Games, adaptation du premier roman de la trilogie à succès du même nom de Suzanne Collins. Elle est choisie pour interpréter le rôle de la sœur de Katniss Everdeen, Primrose Everdeen. Elle a obtenu ce rôle, après avoir envoyé une cassette d'audition depuis son domicile au Nouveau-Mexique. Les directeurs de casting l'ont ensuite emmenée à Los Angeles pour jouer une scène devant le réalisateur Gary Ross. Après qu’elle a fini de jouer la scène, Ross lui a dit de ne plus s’inquiéter d’audition parce qu’elle avait le rôle. Elle a d'ailleurs déclaré « Juste grandir en étant ce personnage va être vraiment amusant ».
Le film est accueilli favorablement par la critique. Avec 694 millions de dollars de recettes mondiales, Hunger Games devient le film avec un rôle principal féminin à faire le plus de recettes.
Elle reprend son rôle de Primrose Everdeen dans Hunger Games : L'Embrasement de Francis Lawrence, qui devient le plus grand succès de la franchise au box-office avec 865 millions de dollars de recettes mondiales. L'année suivante, elle réinterprète ce rôle dans Hunger Games : La Révolte, partie 1.
Elle reprend pour la dernière fois le rôle de Primrose Everdeen dans Hunger Games : La Révolte, partie 2, qui est sorti le 18 novembre 2015 en France et le 20 novembre aux États-Unis.
Au printemps 2015, Willow a été candidate de Dancing with the Stars 20 sur la chaine américaine ABC. Son partenaire était Mark Ballas. Elle a été éliminée le 27 mars 2015 au bout de 7 semaines de danse et de compétition[réf. souhaitée].

### Depuis 2015: Entre télévision et cinéma indépendant
En 2015, elle tourne son premier rôle principal dans le film Into the Rainbow (en). Willow joue le rôle de Rachel, une fille inadaptée qui, avec son amie Grace, découvre et voyage à travers un arc-en-ciel mystérieux pour aboutir en Chine. Cela provoque une catastrophe naturelle, entraînant une poursuite du gouvernement et une course contre la montre pour sauver le monde. Le film sort le 8 avril 2017. Pour ce rôle, elle a obtenu sa première récompense dans la catégorie « Rising Star Award » au SCAD Savannah Film Festival 2017.
En août 2017, elle filme Woodstock or Bust, un film qui suit deux jeunes filles en 1969 alors qu'elles se rendaient à Woodstock pour jouer leur musique originale. C'était la première fois que Willow chantait et jouait de la guitare dans un rôle. Le tournage a eu lieu principalement autour de Portland, dans l'Oregon, et s'est terminé début octobre. Le film devrait sortir en juillet 2019.
En avril 2018, elle rejoint le casting de la série télévisée The Unsettling. Le 14 décembre 2018, elle annoncée au casting de la nouvelle série télévisée Netflix Spinning Out, au côté de l'actrice Kaya Scodelario. Elle interprétera la sœur de celle-ci, Serena Baker.

## Filmographie

### Cinéma

#### Longs métrages
- 2012 : Hunger Games de Gary Ross : Primrose Everdeen
- 2013 : Hunger Games : L'Embrasement (The Hunger Games: Catching Fire) de Francis Lawrence : Primrose Everdeen
- 2014 : Hunger Games : La Révolte, partie 1 (The Hunger Games: Mockingjay Part. 1) de Francis Lawrence : Primrose Everdeen
- 2015 : Hunger Games : La Révolte, partie 2 (The Hunger Games: Mockingjay Part. 2) de Francis Lawrence : Primrose Everdeen
- 2015 : A Fall from Grace de Jennifer Lynch : Grace
- 2017 : Into the Rainbow (en) de Norman Stone et Gary Mak : Rachel
- 2019 : Woodstock or Bust de Leslie Bloom : Lorian

#### Court métrage
- 2008 : Las Vegas New Mexico 1875 de Aaron Kreltszheim : voix d'une fille

### Télévision

#### Séries télévisées
- 2009 : US Marshals : Protection de témoins (In Plain Sight) : Lisa Rogan / Lisa Royal (saison 2, épisode 2)
- 2012 : L'Heure de la peur : Eve (saison 3, épisode 5)
- 2019 : The Unsettling : Maya (rôle principal, 8 épisodes)
- 2020 : Spinning Out : Serena Baker (10 épisodes)

#### Téléfilm
- 2011 : Au-delà de l'espoir (Beyond the Blackboard) de Jeff Bleckner : Grace

#### Émission
- 2015 : Dancing with the Stars : participante (saison 20)